# Martin Tchiba
Martin Tchiba (Boedapest, 1982) is een Hongaarse pianist.

## Levensloop
Tchiba studeerde bij Karl-Heinz Kämmerling in Hannover, bij Thomas Duis aan de Hochschule für Musik Saar in Saarbrücken en bij Jean-Jacques Dünki aan de Musikakademie Bazel. Bovendien volgde hij masterclasses bij Lazar Berman, Jan Marisse Huizing, György Kurtág en Jan Wijn.
Tchiba speelde op vele verschillende podia en bij festivals (o.a. Concertgebouw Amsterdam, Tokyo Opera City Recital Hall, Herfstfestival Boedapest, Spoleto Festival, Europäisches Klassik Festival Ruhr, Muziekgebouw Eindhoven). In zijn concertprogramma's verbindt hij vaak het (laat-)romantische met het eigentijdse repertoire en trekt daarbij muziekhistorische verbindingslijnen tussen 'oud' en 'nieuw'. Ook ontwikkelde hij een reeks programma's waarin de muziek in een 'dialoog' treedt met andere kunsten zoals de beeldende kunsten en de literatuur. Hij speelde de wereldpremières o.a. van stukken van de componisten Gerhard Stäbler, Moritz Eggert, György Kurtág en László Sáry. In Nederland, België, Hongarije en Duitsland organiseerde Tchiba meerdere concerten met muziek van de Hongaars-Nederlandse componist Géza Frid.
Martin Tchiba nam cd's op bij de labels Challenge Classics, Naxos, Hungaroton en Telos Music en maakte regelmatig radioopnames voor grote radiostations in diverse Europese landen (o.a. WDR Keulen, Bayerischer Rundfunk, SR, Deutschlandradio Kultur Berlijn, de Nederlandse radio en de Hongaarse radio) en voor de televisie (bv. ook herhaaldelijk voor het Nederlandse tv-programma 'Vrije Geluiden').
Martin Tchiba won in Duitsland de eerste prijs bij het nationale concours 'Bundeswettbewerb Jugend Musiziert'. Hij ontving de 'Kulturförderpreis' van de 'Landeshauptstadt Saarbrücken' (2002) en studiebeurzen van de Friedrich Ebert Stichting (van 2003 tot 2006) en van de DAAD (2006/07).
Naast zijn activiteiten als pianist was Tchiba ook als componist bezig (opvoeringen bij diverse festivals, o.a. tijdens de Internationale Gaudeamus Muziekweek in Amsterdam en bij het A•DEvantgarde-Festival in München). Voorts was hij in Duitsland actief als leider van een omvangrijk educatieproject over hedendaagse muziek (met componist László Sáry).

## Discografie
- 2008 Michael Denhoff: 'Skulpturen' voor piano op. 76 (premièreopname). Martin Tchiba, piano. Telos Music
- 2008 George Enescu: Sonates voor cello en piano. Laura Buruiana, cello; Martin Tchiba, piano. Naxos
- 2009 'Budapest – Amsterdam'. Géza Frid: Kamermuziek (premièreopnames). Martin Tchiba, piano; Birthe Blom, viool; Ditta Rohmann, cello. Hungaroton Classic
- 2010 'Live'. Werken van Rudolf Kelterborn, Pál Károlyi, Jörg Widmann, Zoltán Jeney, Bánk Sáry en László Sáry. Lajos Rozmán, klarinet; Martin Tchiba, piano. Telos Music
- 2012 'Linkages'. Pianomuziek van Johannes Brahms, Richard Wagner, Arnold Schönberg, Alexander Skrjabin, Franz Liszt en Helmut Lachenmann. Martin Tchiba, piano. Challenge Classics
- 2018 'Ohrwurm'. Liederen van Moritz Eggert. Irene Kurka, sopraan; Martin Tchiba, piano; Moritz Eggert, piano. Spektral (co-productie met Bayerischer Rundfunk)
- 2019 Johannes Kreidler: Pianomuziek. Martin Tchiba, piano. emt EDITION MARTIN TCHIBA (in samenwerking met Südwestrundfunk)